# Stictonectes occidentalis
Stictonectes occidentalis é uma espécie de insetos coleópteros pertencente à família Dytiscidae.
A autoridade científica da espécie é Fresneda & Fery, tendo sido descrita no ano de 1990.
Trata-se de uma espécie presente no território português.